# NGC 4183
NGC 4183 este o galaxie spirală situată în constelația Câinii de Vânătoare. A fost descoperită în 14 ianuarie 1778 de către William Herschel. Se află la o distanță de 16,67 megaparseci de Pământ.